# Ferrovial (entreprise algérienne)
Pour l'entreprise espagnole, voir Ferrovial (entreprise espagnole).
L'Entreprise nationale de construction de matériels et équipements ferroviaires, connu sous le nom Ferrovial, est une entreprise algérienne spécialisée dans l'industrie ferroviaire, fondée en 1983 à la suite du démantèlement de la Société nationale de constructions métallurgiques (SN-Métal).

## Historique
Ferrovial est créée par le décret no 83-50 du 1er janvier 1983. Son objet social comprend les études, la recherche, le développement, la production, la commercialisation, l'importation et l'exportation des matériels et des équipements ferroviaires. Elle reçoit en dotation les biens et moyens alloués à l'activité ferroviaire de la Société nationale de constructions métalliques (SN Métal).
La société a enregistré, durant 2022, un chiffre d'affaires de 950 millions de DA, en hausse de 3 % par rapport à l'année 2021.
Le 13 août 2024, la société Ferrovial a récupéré l'unité de fabrication de traverses en béton armé pour la voie ferrée, située à Redjem Demouche dans la wilaya de Sidi Bel Abbès. L’opération a été effectuée dans le cadre de la mise en œuvre et de l’application des instructions du gouvernement relatives aux biens et avoirs confisqués par des décisions judiciaires définitives liées à la lutte contre la corruption et les richesses illicites. Aussi et parallèlement à cette opération, un foncier industriel a été réservé au niveau de la commune de Ras El Ma, en vue de son exploitation pour la réalisation d’une usine de fabrication de matériels de la voie ferrée.

## Production

### Produits de diversification
- Bétonnière Diesel 750 L
- Bétonnière Électrique 500 LMini
- Centrale à Béton 18 m3/h
- Conteneur maritime
- Conteneur aménagé
- Hangar
- Four sécheur de Phosphate
- Benne tasseuse tractable
- Benne à déchets sur skid
- Bac de stockage des huiles usagés
- Silos de stockage 20, 30 et 50 M3
- Vide fosse

### Matériels et équipements ferroviaires
- Fabrication tous types de wagons :
  - Wagon réservoir et citerne
  - Wagon trémie céréalier
  - Wagon trémie pour ballast
  - Wagon citerne pour phosphate en vrac
  - Wagon couvert
  - Wagon citerne transport pétrole lourd
  - Wagon plat
  - Wagon surbaissé
  - Wagon plat transport de bobines
  - Wagon trémie transport fine de charbon
- Bogie Y 25 RS
- Traverse Bi-Bloc VAX U31 et NAG en béton armé
- Locomotive de Manœuvres
  - Locomotive de manœuvre BB 800 H Diesel Hydraulique
  - Locomotive de manœuvre BB 600 H Diesel Hydraulique
- Appareils de voie
- Voiture voyageurs

### Produits forgées et emboutis
- Pièces de sous-traitance
- Des outils, des fournitures et matériel de quincaillerie : pelle, pioche, houe, serre-joint, chariot, brouette...

## Partenariat
- Inauguration en 2015 de l’usine d’assemblage de tramway dénommée Cital à Annaba, fruit d’un partenariat entre Ferrovial, l'Entreprise Métro d'Alger et la société française Alstom[3].
- Signature en 2015 d'un accord avec l'entreprise russe Uralvagonzavod pour la création d'une usine de production de wagons, wagons-citernes, bulldozers et autres engins de construction à Annaba[4].
- Le 31 août 2024, le projet de réalisation d’une usine de fabrication et de montage de véhicules utilitaires de marque italienne IVECO, ainsi que des conteneurs, prévu à la zone industrielle Sidi Khaled à Oued El Berdi dans la wilaya de Bouira en partenariat avec le groupe algérien Ival-Industrie, a été confié à l’entreprise publique Ferrovial, dans le cadre de la mise en œuvre des décisions du Conseil des participations de l’Etat (CPE) et des décisions de la justice pour la récupération du patrimoine de l’Etat[5].